# Muhammad III. (Córdoba)
Muhammad III. ibn Abd ar-Rahman al-Mustakfi (arabisch محمد بن عبد الرحمن المستكفي, DMG Muḥammad b. ʿAbd ar-Raḥmān al-Mustakfī; Lebensdaten unbekannt) war von 1024 bis 1025 Kalif von Córdoba.

## Leben
Muhammad III. wurde nach dem Sturz von Abd ar-Rahman V. von den Aufständischen als neuer Kalif in Córdoba eingesetzt. Da er einen Weber zum Wesir ernannte und die Macht sowie die Privilegien der Aristokratie einschränkte, wurde er schon bald durch einen Aufstand zur Flucht gezwungen.
In den folgenden sechs Monaten wurde Córdoba von einem Rat aus Aristokraten regiert, die nun dem Hammudiden Yahya al-Mutali das Kalifat antrugen. Dieser blieb allerdings in Málaga und ließ die Stadt nur von Berbertruppen besetzen (siehe: Kalifat von Córdoba). Erst 1029 zog mit Hischam III. der letzte Umayyadenkalif in Córdoba ein.
Muhammad III. war der Vater der andalusischen Dichterin Wallada bint al-Mustakfi.